# Jolotundo (Jetis)
Jolotundo is een bestuurslaag in het regentschap Mojokerto van de provincie Oost-Java, Indonesië. Jolotundo telt 4937 inwoners (volkstelling 2010).